# Donato Maria Dell'Olio
Donato Maria Dell'Olio (Bisceglie, 27 dicembre 1847 – Benevento, 18 gennaio 1902) è stato un cardinale e arcivescovo cattolico italiano.

## Biografia
Studiò al seminario di Bisceglie, quindi al Pontificio Ateneo San Tommaso d'Aquino di Roma, dove ebbe tra i suoi professori il futuro cardinale Tommaso Maria Zigliara. Nel 1873 conseguì il dottorato in teologia.
Era stato ordinato presbitero il 23 dicembre 1871. Nel 1876 divenne professore di filosofia e di teologia al seminario di Bisceglie. Nel 1882 fondò l'istituto "Giovanni Bosco".
Il 14 dicembre 1891 fu eletto arcivescovo di Rossano e il 20 dicembre dello stesso anno fu consacrato vescovo a Roma dal cardinale Raffaele Monaco La Valletta.
Il 5 febbraio 1898 fu promosso arcivescovo di Benevento. Il 29 maggio 1898 Benevento accolse mons. Dell'Olio.
In città fu l'iniziatore dell'Ateneo Pontificio, sorto nel 1899 nei locali dell'Episcopio.
Nel suo discorso per l'inaugurazione dell'istituto il Cardinale disse:
Papa Leone XIII lo elevò al rango di cardinale nel concistoro del 15 aprile 1901 e il 18 aprile dello stesso anno ricevette il titolo di Santa Balbina.
Il 16 giugno 1901 sempre in Benevento consacrò la Basilica della Madonna delle Grazie ed insieme l'altare che "era splendido dono della munificenza di Leone XIII".
Morì a Benevento all'età di 54 anni e il suo corpo fu tumulato nella città di Benevento nel vecchio cimitero di Santa Clementina.
La salma fu poi traslata nel Duomo di Bisceglie, nel 1972, dove riposa.
I suoi ricordi e i suoi libri, custoditi con amore e devozione dal nipote preside Giuseppe Dell'Olio fino alla sua morte, nel 1987, furono poi donati al Museo Diocesano di Bisceglie, adiacente al Duomo, dai pronipoti Donato Maria, Matteo e Anna Maria Dell'Olio, perché fossero per sempre a disposizione dei suoi concittadini.

## Genealogia episcopale
La genealogia episcopale è:
- Cardinale Scipione Rebiba
- Cardinale Giulio Antonio Santori
- Cardinale Girolamo Bernerio, O.P.
- Arcivescovo Galeazzo Sanvitale
- Cardinale Ludovico Ludovisi
- Cardinale Luigi Caetani
- Cardinale Ulderico Carpegna
- Cardinale Paluzzo Paluzzi Altieri degli Albertoni
- Papa Benedetto XIII
- Papa Benedetto XIV
- Cardinale Enrico Enriquez
- Arcivescovo Manuel Quintano Bonifaz
- Cardinale Buenaventura Córdoba Espinosa de la Cerda
- Cardinale Giuseppe Maria Doria Pamphilj
- Papa Pio VIII
- Papa Pio IX
- Cardinale Raffaele Monaco La Valletta
- Cardinale Donato Maria Dell'Olio